# Словенская народная партия
Словенская народная партия (СНП) (словен. Slovenska ljudska stranka, SLS) — правоцентристская консервативная, аграрная и христианско-демократическая политическая партия Словении.
Член Европейской народной партии.
Основана 12 мая 1988 года под названием Словенский крестьянский союз (Slovenska kmečka zveza) со штаб-квартирой в Любляне. Первая некоммунистическая политическая организация в Югославии.
В 1992 году была переименована в СНП, что вызвало протесты партии Словенские христианские демократы, рассматривавшей себя как правопреемницу исторической СНП. В 1992—1996 годах — одна из крупнейших оппозиционных партий (на выборах 1996 года набрала 19 % голосов), в 1996—2000 годах — участница правящей коалиции (совместно с партией «Либеральная демократия Словении»).
Позиционирует себя в качестве защитницы традиционных христианских ценностей, нередко используя националистические и популистские лозунги.
В апреле 2000 года объединилась со Словенскими христианскими демократами, сформировав партию под названием СНП—СХД Словенская народная партия (SLS+SKD Slovenska ljudska stranka). С января 2002 года носит современное название.
В начале 2000-х годов политическое влияние партии упало. С 2013 года главой СНП являлся Франк Богович. Набрала 6,83 % голосов на парламентских выборах в декабре 2011 года, получив 6 мест в Национальном собрании. С 2022 года лидером партии является Марко Балажич.
С 2014 года не представлена в парламенте Словении.
В Европейском парламенте имеет 1 место (коалиция с демократической партией)